# Layer Cake
Layer Cake (Crimen organizado en España, No todo es lo que parece en Hispanoamérica) es una película británica dramática de acción de 2004 dirigida por Matthew Vaughn (en su debut como director) y protagonizada por Daniel Craig, Michael Gambon, Tom Hardy y Sienna Miller. La película fue nominada a un Premio BAFTA en la categoría de BAFTA al mejor director, guionista o productor británico novel.

## Sinopsis
El protagonista XXXX (su nombre no se menciona en la película) es un distribuidor de cocaína de Londres que aborrece la violencia y opera con el cuidado y la profesionalidad de un legítimo hombre de negocios. Sus principales asociados son su ejecutor y socio Morty, y Gene, un gángster irlandés que sirve como enlace con el jefe de la mafia Jimmy Price. Justo cuando XXXX está listo para retirarse de la vida criminal, lo convocan a un almuerzo con Jimmy, quien le asigna dos tareas.
El primero es localizar a Charlie, la hija fugitiva adicta a las drogas de uno de los socios de Price. XXXX recluta a los estafadores Cody y Tiptoes para encontrarla; se enteran de que Charlie aparentemente ha sido secuestrada, pero no pueden descubrir quién la secuestró.
La segunda tarea es que XXXX supervise la compra de un millón de tabletas de éxtasis de "Duke", un delincuente de bajo nivel que recientemente regresó a Londres desde Amsterdam con su novia Slasher y una pandilla de matones liderados por su mano derecha Gazza. Sin el conocimiento de XXXX, Duke y su equipo han robado las pastillas de una banda de criminales de guerra serbios. Conoce al irresponsable sobrino de Duke, Sidney, y se siente atraído por su novia Tammy. XXXX intenta negociar la venta de las píldoras a los gánsteres de Liverpool Trevor y Shanks, pero se niegan, informándole de su origen y que los serbios vengativos han enviado al asesino Dragan para recuperar las píldoras y matar a los ladrones. Como Duke había mencionado su nombre a los serbios, XXXX también es un objetivo.
XXXX organiza una cita con Tammy, pero es secuestrado y llevado ante Eddie Temple, un rico señor del crimen. Eddie explica que Charlie es su hija, a quien ha recuperado; Jimmy, que recientemente perdió una fortuna debido a malas inversiones de las que culpa a Eddie, la quería como rehén hasta que Eddie recuperara sus pérdidas. Eddie le da a XXXX una grabación, que revela que Jimmy ha estado trabajando como informante para Scotland Yard, planeando traicionar a XXXX a la policía una vez que se vendieran las píldoras a cambio de inmunidad por sus propios delitos y el dinero de XXXX. Eddie exige que XXXX le venda las pastillas.
XXXX asesina a Jimmy en su casa, pero luego descubre que su contador, un socio de Jimmy, ha desaparecido junto con el dinero de XXXX. Enfrentado a Gene y Morty, comparte la evidencia de la traición de Jimmy, y la pareja lo reconoce como el nuevo jefe interino. Gene les muestra el cadáver de Duke, quien fue asesinado por uno de sus hombres cuando Slasher amenazó con ir a la policía si Jimmy no los ayudaba a salir de su situación. XXXX contrata a un asesino a sueldo para tender una emboscada y matar a Dragan, pero Dragan mata primero al asesino a sueldo y le hace prometer a XXXX que recuperará las píldoras.
Sidney lleva a XXXX al antiguo escondite de Duke y, mientras trata de negociar con Gazza por las pastillas, llega la policía. XXXX y la pandilla de Duke apenas escapan de la redada, mientras que Dragan observa desde lejos cómo se confiscan las píldoras. Sin embargo, resulta que XXXX organizó la redada, con Cody y Tiptoes haciéndose pasar por oficiales para asegurar las píldoras. XXXX entrega la cabeza cortada de Duke a Dragan como ofrenda de paz; satisfecho, Dragan informa a los serbios que la policía ha incautado las drogas. Los serbios aceptan la pérdida, que se revela como una pequeña cantidad en comparación con su capacidad de fabricación general.
Cuando XXXX y su equipo llegan al almacén de Eddie para vender las píldoras según lo acordado, los secuaces de Eddie los liberan de las drogas a punta de pistola, y Eddie le da la bienvenida al "pastel de capas" de la jerarquía criminal. Habiendo anticipado esta traición, XXXX hace arreglos para que Trevor y Shanks maten a tiros a los hombres de Eddie en un robo a mano armada, tomen las drogas y las vendan a través de Dizzy para que pueda saldar sus cuentas. La pandilla se reúne para almorzar en el Stoke Park Country Club, en honor a su nuevo jefe, pero XXXX rechaza su oferta de liderazgo y sigue con su plan inicial de retirarse. Con Tammy en su brazo, deja el club, pero Sidney, que se siente despechado pero se disculpa, le dispara. Se derrumba, desangrándose en los escalones.

## Reparto
- Daniel Craig ... XXX (siendo el personaje protagonista, se consigue a lo largo de toda la película no mencionar su nombre)
- Michael Gambon ... Eddie Temple
- Kenneth Cranham ... Jimmy Price
- Tom Hardy ... Clarkie
- Jamie Foreman ... Duke
- Sally Hawkins ... Slasher
- Sienna Miller ... Tammy

## Banda sonora
1. "Hayling" – FC Kahuna
2. "Opening" – Ilan Eshkeri and Steve McLaughlin
3. "She Sells Sanctuary" – The Cult
4. "Can't Get Blue Monday Out of My Head" (Original Radio Edit) – Kylie Minogue
5. "You Got the Love" (Original bootleg radio mix) – The Source feat. Candi Staton
6. "Drive to the Boatyard" – Ilan Eshkeri
7. "Junky Fight" – Lisa Gerrard
8. "Making Plans for Nigel" – XTC
9. "Ordinary World" – Duran Duran
10. "Ruthless Gravity" – Craig Armstrong
11. "Four to the Floor" (Soulsavers Mix) – Starsailor
12. "Drive to the Warehouse" – Ilan Eshkeri and Lisa Gerrard
13. "Aria" (Layer Cake Speech) – Lisa Gerrard with Michael Gambon
14. "Don't Let Me Be Misunderstood" – Joe Cocker